# لوون مکردجیان (سیاستمدار)
لوون مکردجیان (Լևոն Հովհաննեսի Մկրտչյան؛ زادهٔ ۱۸ مارس ۱۹۶۵) یک سیاستمدار و تاریخ‌نگار اهل ارمنستان است که چهار مرتبه سمت وزارت آموزش و علوم جمهوری ارمنستان برعهده داشت. مکردجیان همچنین 
نماینده دوره سوم مجلس ملی جمهوری ارمنستان بوده است.

## زندگی‌نامه
در ۱۸ مارس ۱۹۶۵ در ایروان به دنیا آمد و از دانشگاه دولتی ایروان فارغ‌التحصیل شد. وی همچنین برنده مدال موسس خورناتسی شده‌است.